# Kelsang Gyatso
El 7º Dalai Lama, Kelzang Gyatso (wylie: bskal bzang rgya mtsho; 1708-1757, también escrito Kalzang Gyatso, Kelsang Gyatso y Kezang Gyatso), fue reconocido como el auténtico 7.º dalái lama del Tíbet. Fue visto como la verdadera encarnación del 6.º dalái lama, y fue entronizado después de que un pretendiente apoyado por el Koshut Khan fuera depuesto.
El séptimo dalái lama fue un gran erudito, un escritor prolífico y un poeta. Sus obras completas ocupan siete volúmenes y contienen numerosos comentarios, obras litúrgicas y muchos poemas religiosos.

## Primeros años
Kelsang Gyatso nació en el condado de Lithang, en el Tíbet oriental o Kham, en la actual prefectura autónoma tibetana de Garzê, en la actual provincia de Sichuan. En esa época, el trono del dalái lama en Lhasa estaba ocupado por Ngawang Yeshey Gyatso, quien había sido instalado por Lhazang Khan como "el verdadero sexto dalái lama" en lugar de Tsangyang Gyatso. Ngawang Yeshey Gyatso todavía ocupaba ese cargo (aunque la mayoría de los tibetanos no lo consideraban un dalái lama legítimo) cuando un monje del monasterio de Litang, canalizando espontáneamente el Oráculo de Nechung, identificó a Kelzang Gyatso como la reencarnación de Tsangyang Gyatso. Como esto contradecía al Dalái lama de Lha-bzang Khan, se trataba de un asunto controvertido y potencialmente peligroso para el niño. Posteriormente, el líder tibetano de una delegación de Lhasa confirmó de forma encubierta que el niño era la reencarnación de Tsangyang Gyatso. El niño fue llevado discretamente al monasterio de Litang para su protección y entrenamiento. En 1715, el emperador Kangxi patrocinó la entrada de Kelzang Gyatso en el Monasterio de Kumbum. Esta entrada estuvo marcada por ceremonias formales debidas a un Dalái lama y por lo tanto significó un desafío público al dalái lama de Lha-bzang Khan. Fue ordenado por Ngawang Lobsang Tenpai Gyaltsen. Su reinado comenzó cuando tenía 12 años.
Siendo aún un niño, Kelsang Gyatso demostró ser un prodigio de profunda sabiduría. Kelzang Gyatso se hizo famoso por su habilidad para componer versos de manera espontánea. Inspirado por una visión del monje poeta Je Tsongkhapa, Kelsang Gyatso (cuando era joven) viajó al Tíbet central donde dio un sermón ante miles de personas.
"De todos los Gyalwa Rinpoche [Dalai Lamas], nosotros tibetanos probablemente respetamos al séptimo, Kalzang Gyatso, más que a nadie por su santidad, porque dedicó toda su vida a los Tres Seres Preciados, buscando refugio no para sí mismo sino para todo su pueblo."
Los zúngaros invadieron el Tíbet en 1717, depusieron a Ngawang Yeshey Gyatso, que obtuvo una aprobación generalizada, y mataron a Lhazang Khan. Sin embargo, pronto comenzaron a saquear, violar y matar por toda Lhasa, destruyendo la buena voluntad tibetana hacia ellos. También destruyeron una pequeña fuerza enviada por el emperador Kangxi en la batalla del río Salween en 1718 para apoyar las rutas comerciales tradicionales despejadas.
Muchos Nyingmapa y Bonpo fueron ejecutados y los tibetanos que visitaban a los funcionarios zúngaros fueron obligados a sacar la lengua para que los zúngaros pudieran saber si la persona recitaba mantras constantemente (lo que se decía que hacía que la lengua se volviera negra o marrón). Esto les permitió identificar a los Nyingmapa y Bonpos, que recitaban muchos mantras mágicos. Este hábito de sacar la lengua como señal de respeto al saludar a alguien ha seguido siendo una costumbre tibetana hasta tiempos recientes.

## Entronizamiento

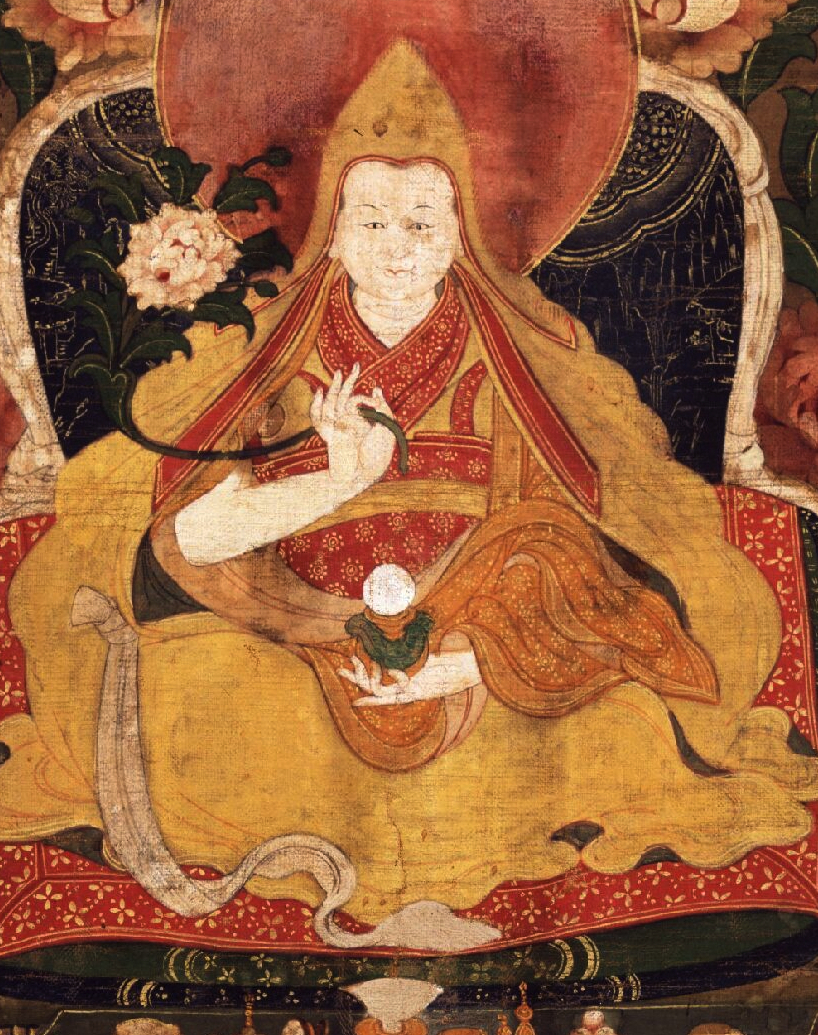
7.º Dalái lama, Kelzang Gyatso en pintura tibetana

Una segunda y más grande expedición enviada por el emperador Kangxi, junto con fuerzas tibetanas bajo el mando de Polhane (también escrito Pho-lha-nas) de Tsang y Gangchenney (también escrito Kang-chen-nas), el gobernador del Tíbet occidental, expulsó a los Dzungars del Tíbet en 1720. Trajeron a Kelzang Gyatso con ellos desde Kumbum a Lhasa y fue entronizado como el séptimo Dalái lama en el Potala en 1721,[cita requerida] o en noviembre de 1720. Tomó los votos de novicio del monacato del quinto Panchen Lama Lobsang Yeshi, quien le dio el nombre de Kelsang Gyatso. En 1726, recibió los votos Gelong (ordenación completa) de manos de Lobsang Yeshi. Recibió enseñanzas del tutor de Lobsang Yeshi, el abad del monasterio de Gyumey, y también del abad del monasterio de Shalu, Ngawang Yonten, sobre todos los principales tratados filosóficos budistas y se convirtió en un maestro tanto en sutra como en tantra. Fue un gran erudito y escribió muchos libros, especialmente sobre tantra. También fue un poeta destacado que, a diferencia del sexto Dalái lama, Tsangyang Gyatso, se centró principalmente en temas espirituales.
En 1727, Gangchenney fue asesinado por una facción de ministros del gobierno nacionalistas y antichinos, apoyados por el padre de Kelzang Gyatso; su esposa y su hermana también fueron brutalmente asesinadas por los conspiradores. Esto condujo a una guerra civil (1727-28), en la que Pholhane y sus fuerzas y el ejército del emperador Kangxi finalmente derrotaron a los nacionalistas y ejecutaron a muchos de ellos después de los juicios. Aunque Kalzang Gyatso no participó en la revuelta, fue exiliado por Pholhane, bajo presión manchú, a su ciudad natal de Litang en Kham, a donde llegó en marzo de 1729. Se le permitió regresar al Potala en 1735 (Luciano Petech, China and Tibet in the Early XVIIIth Century [China y el Tíbet a principios del siglo XVIII], Leiden: Brill, 1972): 114-175.
El emperador Kangxi (1654-1722; reinó entre 1661 y 1722) declaró al Tíbet un protectorado del Imperio Qing y en 1727 instaló dos altos comisionados, o Amban, y una guarnición de tropas Qing de China en Lhasa. Los muros de Lhasa fueron derribados y "Kham (con Batang, Litang, Tatsienlu, etc.) anexados a la provincia china de Sichuan. Se estableció el protectorado Qing, que duraría hasta el final de la dinastía Qing (1912)."

## Eliminación de los Regentes y establecimiento del Kashag
Existen dos versiones principales de cómo ocurrió esto. La versión china es que:
En 1751, el Emperador Qianlong (1711-1799; gobernó entre 1737 y 1796) emitió un decreto de 13 puntos que abolió el cargo de Regente (Desi), puso el gobierno tibetano en manos de un Kashag (Consejo de Ministros) de cuatro miembros y dio poderes formales a los ambans. El Dalái lama regresó a Lhasa para presidir (nominalmente) el nuevo gobierno.[cita requerida]
La versión tibetana dice que:
En 1751, a la edad de cuarenta y tres años, Kelzang Gyatso constituyó el "Kashag" o consejo de ministros para administrar el gobierno tibetano y abolió el cargo de regente o desi, ya que ponía demasiado poder en manos de un solo hombre y el Dalái lama se convirtió en el líder espiritual y político del Tíbet.
"El 'rey' o gobernador del Tíbet ya no fue designado por los chinos después de 1750, y el Dalai Lama fue reconocido tácitamente como soberano del Tíbet, con la excepción de Kham y Amdo por un lado y, por el otro, Ladakh —que al principio estaba bajo la soberanía del Imperio mogol antes de ser anexado por Cachemira después de la Guerra Dogra (1834-1842)."
En 1753, Kelzang Gyatso fundó la Escuela Tse en el Palacio Potala y construyó el nuevo palacio de Norling Kalsang Phodrang en Norbulingka. "A petición del Shabdung Rinpoche Jigmi Dagpa (Jigs med grabs pa, 1724-1761), gobernante espiritual y temporal de Bután, el VII dalái lama ayudó a crear un techo de oro y cobre para un monasterio en Bután."